# Nowosielskij (obwód smoleński)
Nowosielskij (ros. Новосельский) – wieś (ros. деревня, trb. dieriewnia) w zachodniej Rosji, centrum administracyjne osiedla wiejskiego Nowosielskoje rejonu smoleńskiego w obwodzie smoleńskim. Do 2004 r. miejscowość miała status osiedla typu wiejskiego.

## Geografia
Miejscowość położona jest nad rzeką Żywyń i jeziorem Kaspla, 2,5 km od drogi regionalnej 66K-11 (Niżniaja Dubrowka – Michajlenki), 14 km od drogi magistralnej M1 «Białoruś», 19 km od drogi federalnej R120 (Orzeł – Briańsk – Smoleńsk – Witebsk), 33,5 km od Smoleńska, 15 km od najbliższego przystanku kolejowego (416 km).

## Demografia
W 2010 r. miejscowość zamieszkiwało 179 osób.

## Historia
W czasie II wojny światowej od lipca 1941 roku miejscowość była okupowana przez hitlerowców. Wyzwolenie nastąpiło we wrześniu 1943 roku.